# 膜缘川木香
膜缘川木香（学名：Dolomiaea forrestii）为菊科川木香属的植物。分布于缅甸北部以及中国大陆的四川、云南、西藏等地，生长于海拔3,000米至4,100米的地区，多生在灌丛中、林缘、山坡草甸、山谷和林下，目前尚未由人工引种栽培。

## 异名
- Vladimiria forrestii (Diels) Ling